# Amperea volubilis
Amperea volubilis är en törelväxtart som beskrevs av Ferdinand von Mueller och George Bentham. Amperea volubilis ingår i släktet Amperea och familjen törelväxter. Inga underarter finns listade i Catalogue of Life.